# Club Social y Deportivo Liniers
O Club Social y Deportivo Liniers, conhecido como Liniers, é um clube de futebol argentino da cidade de San Justo, no partido (município) de La Matanza, pertencente a província de Buenos Aires. Fundado em 2 de julho de 1931, suas cores são o azul-celeste e o branco. Atualmente participa da Primera División D, a quinta e última divisão do futebol argentino para as equipes diretamente afiliadas à Associação do Futebol Argentino (AFA), entidade máxima do futebol na Argentina. Seu estádio é o Juan Antonio Arias que tem capacidade aproximada para 5.000 espectadores.
Seu maior rival é o Club Social y Cultural Deportivo Laferrere.

## História
O Liniers foi fundado por um grupo de jovens que ansiavam para criar um clube de futebol, o primeiro pontapé foi dado em junho de 1931 e, um mês depois, em 2 de julho, o sonho foi concretizado e nasceu o Sarmiento.. O nome do grupo vinha da Plaza Sarmiento ("Praça Sarmiento"), o local onde os jovens fundadores se reuniam para praticar futebol. No mesmo ano, o clube perdeu seu campo de futebol e então decidiram fundir-se com o Club Atlético Sportivo Liniers Sud.
Praticou futebol amador até 1941, quando afiliou-se Associação do Futebol Argentino (AFA) e começou a disputar o campeonato da Tercera de Ascenso (hoje Primera D), terceira divisão do futebol argentino.
Somente em 2 de agosto de 1947, consegui o status legal (personalidade jurídica) e passou a chamar-se Club Atlético Liniers. As cores estabelecidas na oportunidade foram o azul-celeste e o branco. Uma última mudança aprovada em 15 de janeiro de 1949, estabeleceu o atual nome da instituição, Club Social y Deportivo Liniers.

## Estádio
O estádio do Liniers foi inaugurado em 1987 e leva o nome de Juan Antonio Arias, nome de um importante dirigente e financista do clube. Está localizado no bairro de Villa Constructora, na localidade de Justo Villegas, no partido (município) de La Matanza, pertencente a província de Buenos Aires. Tem capacidade aproximada para 5.000 espectadores.
Era muito famoso por ter suas medidas inclinadas até 6 metros, mas em 2019, foi consertado

## Cronologia no Campeonato Argentino de Futebol
| Período                 | Campeonato                                              | Divisão  | Associação | Ref.                |
| ----------------------- | ------------------------------------------------------- | -------- | ---------- | ------------------- |
| 1941 — 1949             | Tercera División de Ascenso/Segunda División de Ascenso | Terceira | AFA        | [ 1 ]               |
| 1950                    | Tercera División de Ascenso                             | Quarta   | AFA        | [ 1 ]               |
| 1951 — 1967             | Segunda División de Ascenso/Primera División C          | Terceira | AFA        | [ 1 ]               |
| 1967 — 1970             | Primera División B                                      | Segunda  | AFA        | [ 1 ]               |
| 1971                    | Primera División C                                      | Terceira | AFA        | [ 1 ]               |
| 1972                    | Primera de Aficionados                                  | Quarta   | AFA        | [ 1 ]               |
| 1973 — 1978             | Primera División C                                      | Terceira | AFA        | [ 1 ]               |
| 1979 — Apertura de 1986 | Primera División D                                      | Quarta   | AFA        | [ 1 ]               |
| 1986–87 — 1987–88       | Primera División C                                      | Quarta   | AFA        | [ 1 ]               |
| 1988–89 — 1989–90       | Primera División D                                      | Quinta   | AFA        | [ 1 ]               |
| 1990–91                 | Primera División C                                      | Quarta   | AFA        | [ 1 ]               |
| 1991–92 — 1992–93       | Primera División D                                      | Quinta   | AFA        | [ 1 ]               |
| 1993–94 — 2003–04       | Primera División C                                      | Quarta   | AFA        | [ 1 ]               |
| 2004–05 — 2009–10       | Primera División D                                      | Quinta   | AFA        | [ 1 ]               |
| 2010–11 — 2013–14       | Primera División C                                      | Quarta   | AFA        | [carece de fontes?] |
| 2014 — 2015             | Primera División D                                      | Quinta   | AFA        | [carece de fontes?] |
| 2016                    | Primera División C                                      | Quarta   | AFA        | [carece de fontes?] |
| Desde 2016–17           | Primera División D                                      | Quinta   | AFA        | [carece de fontes?] |

## Títulos
| NACIONAIS | NACIONAIS          | NACIONAIS | NACIONAIS                                          |
| Divisão   | Competição         | Títulos   | Temporadas                                         |
| --------- | ------------------ | --------- | -------------------------------------------------- |
| Quinta    | Primera División D | 1         | 1950, 1989–90, 1993, Clausura de 2006 (sem acesso) |